# Pseudoblothrus ellingseni
Espèce
Synonymes
- Obisium ellingseni Beier, 1929

Pseudoblothrus ellingseni est une espèce de pseudoscorpions de la famille des Syarinidae.

## Distribution
Cette espèce est endémique d'Italie. Elle se rencontre dans des grottes du Sud du Piémont.

## Systématique et taxinomie
Cette espèce a été décrite sous le protonyme Obisium ellingseni par Beier en 1929. Elle est placée dans le genre Neobisium par Beier en 1932 puis dans le genre Pseudoblothrus par Beier en 1963.

## Étymologie
Cette espèce est nommée en l'honneur d'Edvard Ellingsen.

## Publication originale
- Beier, 1929 : Die Pseudoskorpione des Wiener Naturhistorischen Museums. II. Panctenodactyli. Annalen des Naturhistorischen Museums in Wien, vol. 43, p. 341-367.